# 칼리드 에이사
칼리드 에이사(1989년 9월 15일 ~ , 아랍어: خالد عيسى)는 아랍에미리트의 축구 선수로 현재 알아인 FC에서 골키퍼로 뛰고 있다.

## 선수 경력

### 클럽
2010년 알자지라 클럽에서 프로 생활을 시작했으나 2013년까지 리그 13경기 출전에 그치는 등 많은 출장 기회를 부여받지 못했다.
그러나 2013년 알아인 FC로 이적 후 알아인의 주전 골키퍼로 끊임없이 기용되며 UAE 프로리그 2회 우승, UAE 프레지던트컵 2회 우승, 2015년 UAE 슈퍼컵 우승 등에 중추적인 역할을 수행했다.

### 국가대표팀
2011년 아랍에미리트 A대표팀 첫 합류 이후 2013년 아라비안 걸프컵 우승, 2015년 AFC 아시안컵 3위, 2017년 아라비안 걸프컵 준우승, 2019년 AFC 아시안컵 4강 진출의 주역으로 맹활약했고 특히 2017년 아라비안 걸프컵에서 5경기 무실점으로 이 대회 최우수 골키퍼에 선정되는 영예를 안았다.

## 수상

### 클럽
알아인 FC
- UAE 프로리그 : 우승 (2014-15, 2017-18)
- UAE 프레지던트컵 : 우승 (2013-14, 2017-18)
- UAE 슈퍼컵 : 우승 (2015)

### 국가대표팀
아랍에미리트
- 아라비안 걸프컵 : 우승 (2013), 준우승 (2017)
- AFC 아시안컵 : 3위 (2015), 4강 (2019)

### 개인
- 아라비안 걸프컵 최우수 골키퍼 : 2017